# Чешуеротые ручейники

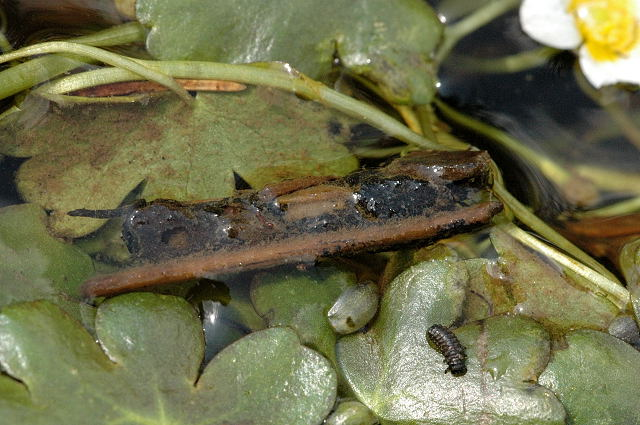
Lepidostoma hirtum

Чешуеротые ручейники (лат. Lepidostomatidae) — семейство ручейников подотряда Integripalpia.

## Распространение
Всесветное, кроме Неотропики и Австралии. В России 6 родов и около 15 видов.

## Описание
Среднего размера ручейники. Нижнечелюстные щупики самок состоят из 5 члеников (у самцов — из двух, каждый изогнут). Оцеллии отсутствуют. Усики по длине почти равны передним крыльям или превосходят их. Скапус усиков длиннее головы, утолщённый. Число шпор на передних, средних и задних ногах равно 2, 4 и 4 соответственно. На пронотуме имеется две пары круглых выступов-бородавок. Крылья овальные, у самцов покрыты чешуйками и волосками. Личинки живут на дне водоёмов разного типа (родники, ручьи, реже в прибрежных участках озёр и рек); детритофаги. Имаго летают с мая до осени.

## Систематика
Около 400 видов и 30 родов (включая ископаемые) в 2 подсемействах. Иногда их относят к надсемейству Phryganeoidea Leach, 1815.
- Подсемейство Lepidostomatinae Ulmer, 1903
  - Adinarthrella Mosely, 1941
  - Adinarthrum Mosely, 1949
  - Agoerodella Mosely, 1941
  - Agoerodes Mosely, 1949
  - Anacrunoecia Mosely, 1949
  - Dinarthrella Ulmer, 1907
  - Dinarthrena Mosely, 1941
  - Dinarthrodes Ulmer, 1907
  - Dinarthropsis Ulmer, 1913
  - Dinarthrum McLachlan, 1871
  - Dinomyia Martynov, 1909
  - Eodinarthrum  Martynov, 1931
  - Goerodella  Mosely, 1949
  - Goerodes  Ulmer, 1907
  - Goerodina  Mosely, 1949
  - Hummeliella Forsslund, 1936
  - Indocrunoecia  Martynov, 1936
  - Kodala  Mosely, 1949
  - Lasiocephala  Costa, 1857
  - Lepidostoma Rambur, 1842
  - Maniconeura  McLachlan, 1875
  - Mellomyia  Ulmer, 1926
  - Neolepidostoma  Ulmer, 1910
  - Neoseverinia  Ulmer, 1908
  - Paraphlegopteryx Ulmer, 1907
  - Paraphlegopteryx  Ulmer, 1907
  - Ulmerodes  Mosely, 1949
- Подсемейство Theliopsychinae Weaver, 1993
  - †Archaeocrunoecia Ulmer, 1912
  - Crunoecia McLachlan, 1876
  - †Electrocrunoecia Ulmer, 1912
  - †Maniconeurodes Ulmer, 1912
  - Martynomyia Fischer, 1970
  - Theliopsyche Banks, 1911
    - Aopsyche Ross, 1938
    - Theliopsyche Banks, 1911

  - Zephyropsyche Weaver, 1993